# Aralozaur
Aralozaur roślinożerny hadrozaur. Jego nazwa oznacza "jaszczur aralski".
Żył w późnej kredzie, około 85 milionów lat temu, w Azji Kazachstan.
Odkryto tylko czaszkę tego dinozaura. Osiągał 9 metrów długości i ważył około 5 ton. W pysku miał 1000 zębów w 30 rzędach.
Skamieniałości aralozaura odkryto w Kazachstanie w pobliżu Morza Aralskiego.